# Remedello-Kultur

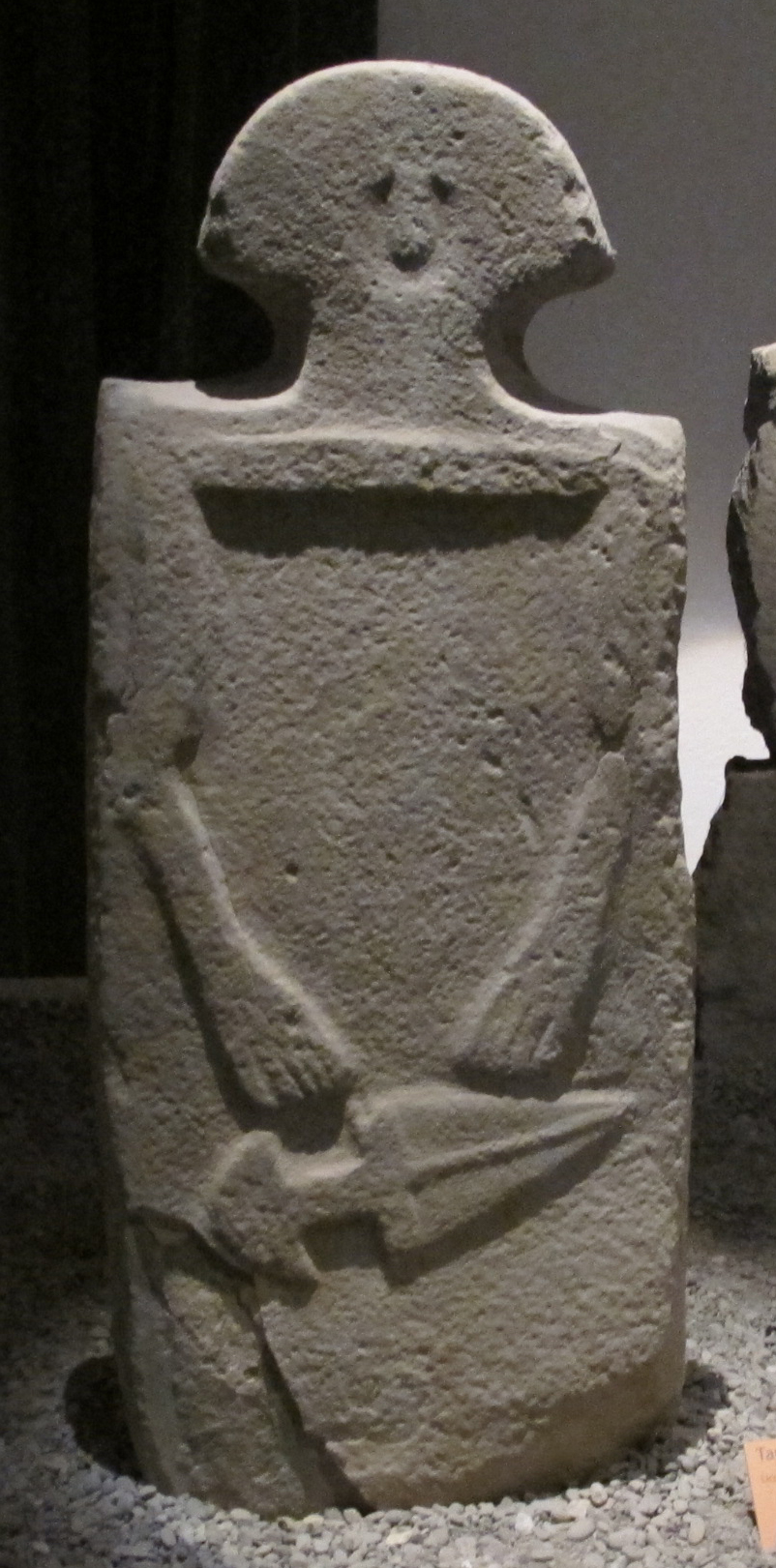
Die Stele aus Taponecco, Toskana wird der Remedello-Kultur zugeschrieben, da sie einen Remedello-Dolch zeigt

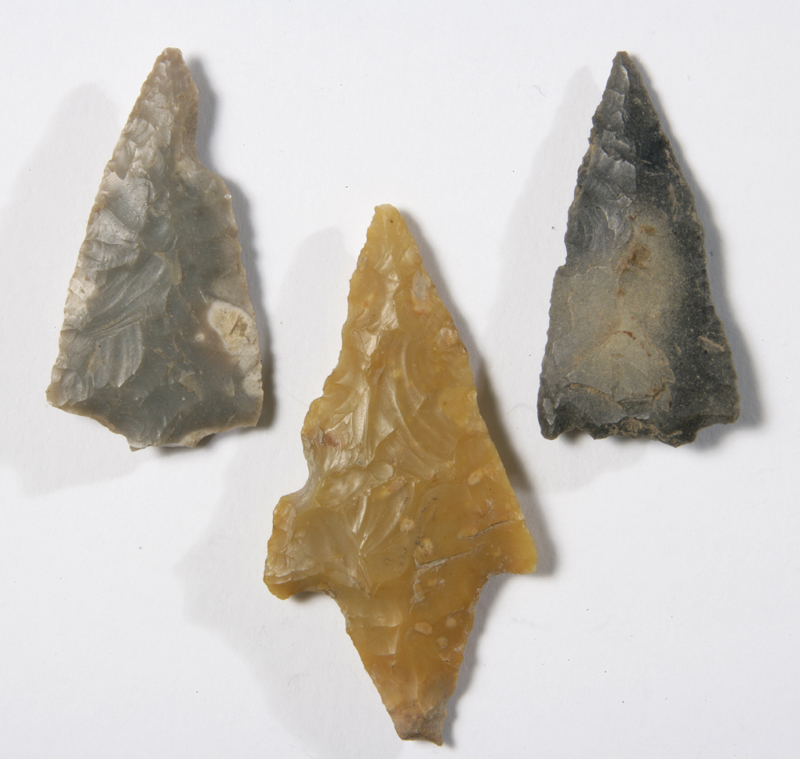
Pfeilspitzen der Remedello-Kultur

Die Remedello-Kultur ist eine archäologische Kultur der italienischen Kupfersteinzeit (3. Jahrtausend v. Chr.) in Oberitalien, benannt nach dem Gräberfeld bei Remedello, Remedello Sotto, 25 km südöstlich von Brescia. Ihr Verbreitungsgebiet befand sich in der Po-Ebene und dem Alpenraum.
In über 100 Gräbern wurden Hockerskelette mit Beigaben aus Keramik, Kupfer und Steatitperlen gefunden. Siedlungen der Remedello-Kultur sind nicht überliefert und bis zum Fund der Gletschermumie Ötzi war kaum etwas über die Kultur bekannt. Sie manifestiert sich auf Gräberfeldern (Forli), Remedello Sotto, Menhiren (Statuenmenhir von Latsch, Statue-Stele von Groppoli), Felsgravuren (Mont Bégo, Cemmo) und im Inventar des Gletschermannes. Die materielle Kultur besteht aus Kupferbeilen, vor-Glockenbecherkeramik, Silexdolchen und Kupferdolchen (Typ Remedello), wobei Silexdolche das Leitmotiv sind. Abbildungen der Kupferdolche vom Typ Remedello (auch Remedello-Dolche) finden sich im gesamten Alpenraum auf Felsbildern und Menhiren und zeigen die weite Reichweite der Kultur. Silexklingen (z. B. der Silexdolch von Allensbach) der Remedello-Kultur wurden auch nördlich der Alpen gefunden, Remedello-Dolche wurden außerdem in reichen Gräbern von südlichen kupferzeitlichen Kulturen Italiens gefunden.

## Typlokalität
Die Remedello-Kultur wurde nach der Nekropole von Remedello Sotto, 25 km südöstlich von Brescia, benannt. Diese waren 1884 beim Anlegen eines Weinbergs durch die Zerstörung von 60–100 Urnengräber entdeckt worden. Einige der Inhalte erlangten die Aufmerksamkeit des Museums von Reggio Emilia, das 1885 eine erste Ausgrabungskampagne durchführte. Das Thema wurde in Italien bis ins frühe 20. Jahrhundert erforscht und in den 70er Jahren von O. Cornaggia Castiglioni wieder aufgegriffen, nach erneuten Oberflächenfunden führte L.H. Barfield 1986 und 1986 weitere Grabungskampagnen durch. In der etwa 500 m langen Nekropole sind Belegungen von der Kupfersteinzeit bis in die etruskische Zeit belegt.

## Forschungsgeschichte
Nach der Entdeckung der Nekropole von Remedello Sotto wurde die "Remedello-Kultur" als kupfersteinzeitliche Kultur eingeführt. Richtig definiert wurde die Erscheinungsform der Kultur aufgrund fehlender Siedlungsplätze damals noch nicht, stattdessen wurden ihr immer wieder Funde mit Remedello-Dolchen in Norditalien zugeschrieben. Erst mit dem Fund des Ötzi im Jahre 1991, dessen Beil und Pfeilspitzen der Remedello-Kultur zugeordnet wurden, manifestierte sich die Kultur genauer. Aus diesem Anlass wurden auch erste Gräber der Nekropole von Remedello Sotto radiokarbondatiert, was ihre Datierung ins Chalkolithikum bestätigte.

## Chronologie
De Marinis (2013) gliedert die Remedello-Kultur nach den Phasen in Remedello Sotto in zwei Abschnitte:
- Remedello I: 3400–2800 v. Chr. (ältere Kupfersteinzeit);
- Remedello II: 2900–2500 v. Chr. (entwickelte Kupfersteinzeit).

Zwischen 2500 und 2200 v. Chr. wanderten Gruppen der Glockenbecherkultur in die nördliche Po-Ebene ein und beendeten die Phase der Remedello-Kultur.

## Materielle Kultur
Da keine Siedlungen der Remedello-Kultur zugeschrieben werden können, definiert sie sich lediglich durch ihre materielle Kultur. Durch die Ausgrabung der weitestgehend ungestörten Nekropole von Cilletta dei Passeri (Forlì) konnten Angaben über die Grabkomplexe gemacht werden. In den Gräbern von Männern und Juvenilen wurden häufiger Silex-Artefakte gefunden, beinahe jedes Grab wurde von einem Keramikgefäß an den Füßen des Verstorbenen begleitet.

### Remedello-Dolche
Auch wenn nur wenige Remedello-Dolche gefunden wurden, sind sie das wohl markanteste Artefakt der Remedello-Kultur. Sie bestehen aus Arsenkupfer der Metallsorte "Vd" und wurden durch Kalthämmern weiter gehärtet. Sie haben eine rechteckige Griffzunge und sind dreieckig. Von L.H. Barfield wurden die Dolche in 4 Typen sortiert, die nach Merkmalen in der folgenden Tabelle aufgeführt sind.
| Typ | Länge                             | Anzahl Nietlöcher | Mittelrippe |
| --- | --------------------------------- | ----------------- | ----------- |
| A1  | eher kurz (etwa Breite × 2)       | 1                 | Ja          |
| A2  | eher kurz (etwa Breite × 2)       | 2                 | Egal        |
| B1  | eher lang (Vielfaches der Breite) | 1                 | Ja          |
| B2  | eher lang (Vielfaches der Breite) | 1                 | Nein        |

### Weitere Grabbeigaben

#### Silexdolche
Silexdolche wurden bei den Ausgrabungen der Nekropole von Remedello Sotto in beinahe jedem Grab gefunden, ihnen ist eine wichtige Rolle im Bestattungskontext zuzuweisen. Die Dolche sind beidseitig gehämmert und teilen sich in welche mit Griffzunge und welche ohne Griffzung auf. Ihre Qualität ist außergewöhnlich gut und sie sind in ihrer Funktion keinesfalls schlechter als die kupfernen Remedello-Dolche.

#### Kupferbeile
Es wurden mehrere Kupferbeile in Kontexten der Remedello-Kultur gefunden. Sie bestehen ausnahmslos aus gediegenem Kupfer, mit geringen Anteilen von Arsen und Silber. Typologisch grenzen sie sich wenig von anderen neolithischen Kupferbeilen ab, es lassen sich zudem Verbindungen zur Balaton-Lasinja-Kultur erkennen, auch das Beil des Ötzi lässt sich typologisch den Beilen der Remedello-Kultur anschließen. Alle Kupferäxte der Remedello-Kultur sind zudem von schlechter Qualität, was an der erst jungen Kupfermetallurgie in der Region liegen wird.

#### Silberartefakte
Sehr selten wurden auch Artefakte aus Silber in Grabkomplexen der Remedello-Kultur gefunden. In der Nekropole von Remedello Sotto war dies eine Nadel, in der Nekropole von Cilletta dei Passeri ein Diadem. Diese Objekte werden als Statussymbole gesehen.

#### Grünsteinwaffen
Mehrere Beile und Klingen aus Grünstein wurden in Grabkontexten der Remedello-Kultur gefunden. Beinahe alle haben starke Nutzungsspuren und sind sehr klein.

#### Pfeilspitzen
Besonders bei Begräbnissen von Männern und Jugendlichen wurden oft Pfeilspitzen aus Silex gefunden.

#### Keramik
Keramik wird nur extrem selten in Grabfunden der Remedello-Kultur angetroffen, was an den Bestattungsriten und fehlenden Siedlungsplätzen liegt. Gefundene Keramik besteht normalerweise aus konischen Gefäßen mit leicht gebogenen Rändern.